# Kostelec na Hané
Kostelec na Hané (niem. Kosteletz) − miasto w Czechach, w kraju ołomunieckim.
31 grudnia 2003 powierzchnia miasta wynosiła 1386 ha, a liczba jego mieszkańców 2 851 osób. Miasto położone jest w morawskim regionie Haná.
W mieście jest stacja kolejowa Kostelec na Hané.
Demografia
| Rok             | 1970  | 1980  | 1991  | 2001  | 2003  | 2006  | 2009  |
| --------------- | ----- | ----- | ----- | ----- | ----- | ----- | ----- |
| Liczba ludności | 2 454 | 2 785 | 2 688 | 2 724 | 2 851 | 2 868 | 2 926 |

Źródło: Czeski Urząd Statystyczny